# العلاقات السعودية الإستونية
العلاقات السعودية الإستونية هي العلاقات الثنائية التي تجمع بين السعودية وإستونيا.

## مقارنة بين البلدين
هذه مقارنة عامة ومرجعية للدولتين:
| وجه المقارنة                                              | السعودية        | إستونيا                                                                             |
| --------------------------------------------------------- | --------------- | ----------------------------------------------------------------------------------- |
| المساحة (كم2)                                             | 2.25 مليون      | 45.34 ألف                                                                           |
| عدد السكان (نسمة)                                         | 33.00 مليون     | 1.32 مليون                                                                          |
| الكثافة السكانية (ن./كم²)                                 | 14.67           | 29.11                                                                               |
| العاصمة                                                   | الرياض، الدرعية | تالين                                                                               |
| اللغة الرسمية                                             | اللغة العربية   | اللغة الإستونية                                                                     |
| العملة                                                    | ريال سعودي      | يورو، كرون إستوني، كرون إستوني، المارك الإستوني                                     |
| الناتج المحلي الإجمالي (بليون دولار)                      | 683.83 مليار    | 25.92 مليار                                                                         |
| الناتج المحلي الإجمالي (تعادل القوة الشرائية) بليون دولار | 1.69 تريليون    | 38.11 مليار                                                                         |
| الناتج المحلي الإجمالي الاسمي للفرد دولار أمريكي          | 20.48 ألف       | 17.79 ألف                                                                           |
| الناتج المحلي الإجمالي للفرد دولار أمريكي                 | 52.01 ألف       | 28.14 ألف                                                                           |
| مؤشر التنمية البشرية                                      | 0.837           | 0.871                                                                               |
| رمز المكالمات الدولي                                      | +966            | +372                                                                                |
| رمز الإنترنت                                              | .sa             | .ee                                                                                 |
| المنطقة الزمنية                                           | ت ع م+03:00     | ت ع م+02:00، ت ع م+03:00، توقيت شرق أوروبا، أوروبا/تالين ‏، توقيت شرق أوروبا الصيفي ‏ |

## منظمات دولية مشتركة
يشترك البلدان في عضوية مجموعة من المنظمات الدولية، منها:
| علم المنظمة | اسم المنظمة                               | تاريخ انضمام السعودية | تاريخ انضمام إستونيا |
| ----------- | ----------------------------------------- | --------------------- | -------------------- |
|             | يونسكو                                    | 4 نوفمبر 1946         | 14 أكتوبر 1991       |
|             | البنك الدولي للإنشاء والتعمير             | 26 أغسطس 1957         | 23 يونيو 1992        |
|             | منظمة حظر الأسلحة الكيميائية              | ?                     | ?                    |
|             | الأمم المتحدة                             | 24 أكتوبر 1945        | 17 سبتمبر 1991       |
|             | مؤسسة التمويل الدولية                     | 18 سبتمبر 1962        | 9 أغسطس 1993         |
|             | المركز الدولي لتسوية المنازعات الاستشارية | 7 يونيو 1980          | 23 يوليو 1992        |
|             | وكالة ضمان الاستثمار متعدد الأطراف        | 12 أبريل 1988         | 24 سبتمبر 1992       |
|             | الاتحاد البريدي العالمي                   | ?                     | ?                    |
|             | مؤسسة التنمية الدولية                     | 30 ديسمبر 1960        | 11 أكتوبر 2008       |
|             | منظمة الشرطة الجنائية الدولية             | 13 يونيو 1956         | ?                    |
|             | منظمة التجارة العالمية                    | 11 نوفمبر 2005        | ?                    |
|             | المنظمة الهيدروغرافية الدولية             | 8 أبريل 2002          | ?                    |
|             | الاتحاد الدولي للاتصالات                  | 7 فبراير 1949         | 19 مايو 1922         |

## وصلات خارجية
- موقع وزارة الخارجية السعودية
- موقع وزارة الخارجية الإستونية